# Natalie Halla
Natalie Halla (* 18. November 1975 in Linz) ist eine österreichische Filmregisseurin, Filmproduzentin, Kamerafrau und Drehbuchautorin.

## Leben
Natalie Halla absolvierte das akademische Gymnasium Linz und die Karl-Franzens-Universität Graz (Rechtswissenschaft und Übersetzer- und Dolmetscherstudium der Sprachen Russisch und Spanisch). Nach längeren Aufenthalten in Russland, Israel, Frankreich, Peru und Spanien autodidaktischer Zugang zum Film. Seit 2010 ist Halla als Regisseurin, Autorin und Produzentin von Dokumentarfilmen zu überwiegend sozialen und humanitären Themen tätig. Für ihre Filme besuchte sie unter anderem Peru, Haiti, Israel, Westsahara, Vietnam, Malaysia, Spanien und die Mongolei.
Die österreichischen Erstaufführungen ihrer Filme fanden im Linzer Moviemento statt.

## Filmografie
- 2005 Ich träumte von deinem Leben (Soñe con tu vida) (Kurzfilm)
- 2010 Drogenmütter (Madres de la Droga) 65 min.
- 2011 Gaelle (Y También Gaelle) 60 min.
- 2012 Separated 60 min.
- 2014 Ein Spiel der Gene (The Heir Of Liszt) 60 min.
- 2015 Wurzelkinder (Children of the Forest) 72 min.
- 2017 Life In Four Elements (Neljä elementtiä) 73 min.
- 2018 Nowhere 61 min.
- 2021 Der Albtraum der Schamanen  76 min.[2]
- 2025 Die Letzte Botschafterin (The Last Ambassador)

## Auszeichnungen
- 2012: Preis für den besten Inhalt am Cebu International Documentary Film Festival für Gaelle
- 2012: Auswahl zur weltweiten filmischen Repräsentation Spaniens im Bereich Dokumentarfilm vom Cervantes-Institut für Gaelle
- 2013: Spezialpreis der Jury für den besten Dokumentarfilm beim Internationalen Filmfestival Belize für Separated
- 2013: Spezialpreis der Jury für den besten Film über Menschenrechte am Internationalen Filmfestival Uruguay für Separated
- 2014: Separated repräsentiert das FiSahara Filmfestival beim internationalen Filmfestival von San Sebastian
- 2014: Preis für die beste Biographie beim Cinetrofa Filmfestival in Trofa, Portugal, für Ein Spiel der Gene
- 2015: Preis 'Best of the Fest' CEBU International Documentary Film Festival, Philippinen, für Wurzelkinder
- 2017: Silver Gentian, 65. Trento Film Festival, für Life In Four Elements
- 2017: Preis für die beste Photographie beim Bilbao Mendi Film Festival in Spanien für Life In Four Elements[3]
- 2018: Preis für den besten Dokumentarfilm beim Moviescreen Pro Film Festival für Ein Spiel der Gene[4]
- 2018: Preis für den besten Film beim Festival Gorniškega Filma, Slowenien, für Life In Four Elements
- 2019: OÖ Landespreis für Integration für Nowhere
- 2021: Spezialpreis der Jury beim Matsalu International Nature Film Festival, Estland, für Der Albtraum der Schamanen
- 2021: 3rd People’s Choice Award beim Ladek International Mountain Film Festival, Polen, für Der Albtraum der Schamanen